# Benedetto de Besi

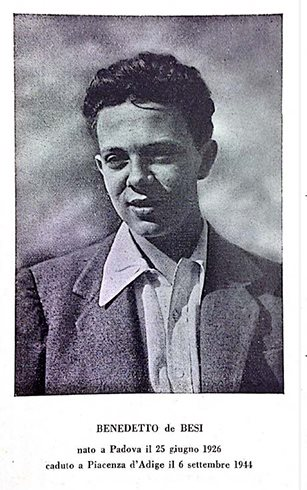
Benedetto de Besi, een jongen uit het voortgezet onderwijs in Padua

Benedetto de Besi (Padua, 25 juni 1926 – Piacenza d’Adige, 6 september 1944) was een jonge partizaan in het verzet tegen het Italiaans fascisme.

## Levensloop
Besi liep school in Padua in het Bisschoppelijk Instituut Gregorio Barbarigo, genoemd naar de heilige Barbarigo, bisschop van Padua. Op de schoolbanken had Besi het moeilijk met de mistoestanden in het onderwijs waarbij de jongens een fascistische leer opgedrongen kregen. Hij liep weg en sloot zich, als minderjarige, aan bij het verzet. Samen met zijn kameraad Guido Puchetti werd Besi lid van de partizanenbrigade Luigi Pierobon. Voor de kost werkten ze op boerderijen in de Euganische Heuvels nabij Padua. Op 6 september 1944 pakte de fascistische militie Besi en Puchetti op tijdens een razzia. Diezelfde dag nog executeerden zij hen beiden in Piacenza d’Adige.
Zij waren de eerste partizanen in de provincie Padua, provincie van het koninkrijk Italië, die doodgeschoten werden. Hun lichamen zijn begraven in de crypte van de abdij van Praglia. De abdij staat in de gemeente Teolo nabij Padua. Het is een ongewone eer dat leken een graf krijgen in de benedictijnenabdij.